# Ramphia basicincta
Ramphia basicincta là một loài bướm đêm trong họ Erebidae.